# Anikó Nagy
Anikó Nagy (Sajószentpéter, 1 de abril de 1970) é uma ex-handebolista profissional húngara, medalhista olímpica.
Anikó Nagy fez parte dos elencos medalha de prata, em Sydney 2000 e bronze em Atlanta 1996.